# PR-LP 6
El sendero PR-LP 6 es un sendero de Pequeño Recorrido en La Palma (Canarias, España) que une Los Sauces con Los Tilos.
La longitud total del recorrido es de 24500 metros. Hay 1200 metros de desnivel.